# Wildbannforst

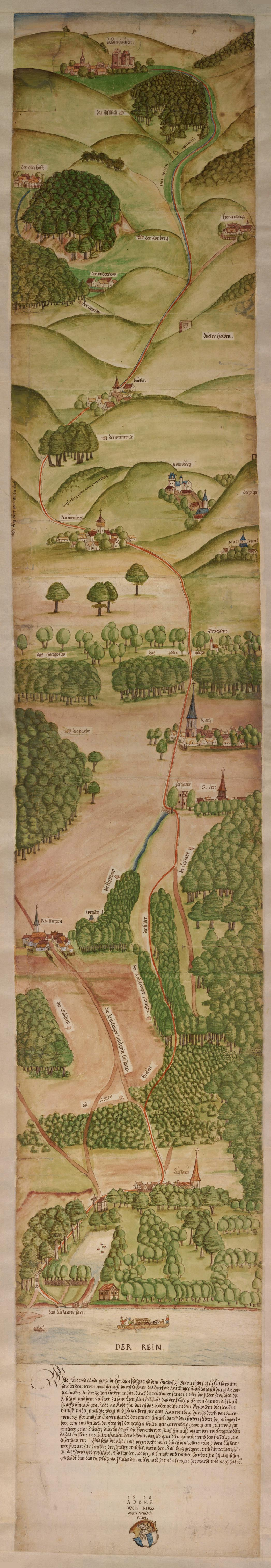
Wildbanngrenze zwischen der Kurpfalz und dem Hochstift Speyer, 1548

Ein Wildbann bezeichnete ein besonderes königliches Jagdrecht im Heiligen Römischen Reich Deutscher Nation etwa vom 9. bis zum 15. Jahrhundert.

## Geschichte
Wildbänne waren ursprünglich nicht auf Wald beschränkt. Das Gebiet in einem Wildbann wird als Wildbannforst oder Bannforst bzw. auch als Königsforst bezeichnet. Am Anfang stand das Jagdrecht (meist nur die hohe Jagd) im Banngebiet allein dem König zu. Das Recht zur Jagd im Wildbann wurde von den Königen oft auch an Andere weitergegeben; diese mussten dafür das sogenannte Wildgeld entrichten. In Vertretung des Königs durften auch die Reichsministerialen, die den jeweiligen Reichswald beaufsichtigten, dort die Jagd ausüben, etwa die Herren von Hagen-Münzenberg im Wildbann Dreieich.
Vor dem 9. Jahrhundert wurden die königlichen Forste als forestes [Singular: forestis] bezeichnet. Ein forestis war ein rechtlich gekennzeichneter Nutzungsbezirk des Königs. Im ausgehenden 6. Jahrhundert begannen die fränkischen Könige, später auch Herzöge und andere Große des Reiches damit, ausgedehnte Wälder der Allgemeinheit zu entziehen. Sie erklärten sie zu Forsten („forestes“), d. h. zu gesonderten Rechtsbezirken, in denen sie allein über Waldnutzung, Jagd und Fischfang bestimmten. Eine „forestis“ konnte neben Wald auch Nutz- und Ödland umfassen. Dieses Nutzungsrecht beinhaltete die Nutzung von Waldprodukten, Jagd, Fischfang und Rodung. Das königliche Verfügungsrecht über unbewohntes Land (ius eremi) war die rechtliche Grundlage für die Einrichtung der forestes. Ab dem 8. Jahrhundert erklärten auch Kirche und Adel solche forestes oder übernahmen die ehemaligen königlichen forestes. Die in Königsbesitz verbliebenen Forsten, sofern sie nicht zum privaten Hausgut des jeweiligen Wahlkönigs gehörten, bildeten die Reichswälder, die zum Reichsgut gehörten.
Durch die gestiegene Bedeutung der Jagd während des 9. Jahrhunderts ändert sich die Bezeichnung von forestis zu Wildbann. Dieser Wildbann war ein Jagdbezirk unter Königsbann, der sich über ein Gebiet erstreckte, das verschiedenen Besitzern gehören konnte. Neben dem Jagdrecht übte der König in seinem Wildbann auch die Waldaufsicht aus.
Seit dem 15. Jahrhundert wurde das Wort Wildbann durch den Begriff Forst ersetzt. Forst bedeutete damals ein Gebiet, in dem die Forsthoheit ausgeübt wurde. Aber bereits einige Jahrhunderte früher wurden zum Schutze eines solchen Gebietes und des der hohen Jagd unterfallenden Wildes mehrere Wildhuben (Siedelhöfe) eingerichtet. Die Gehöfte in den Wildhuben wurden von Förstern (niederer Adel) bewohnt, die meist einem Forstmeister (z. B. Forstmeister von Gelnhausen für den Büdinger Wald) oder einem Vogt unterstanden und ein Teilgebiet des Forstes zu beaufsichtigen hatten. Neben diesen wurde die Waldaufsicht auch über eine eigene Gerichtsbarkeit (Förstergericht für die eingeforsteten Dörfer) gewährleistet.